# Teatr jezuicki w Poznaniu

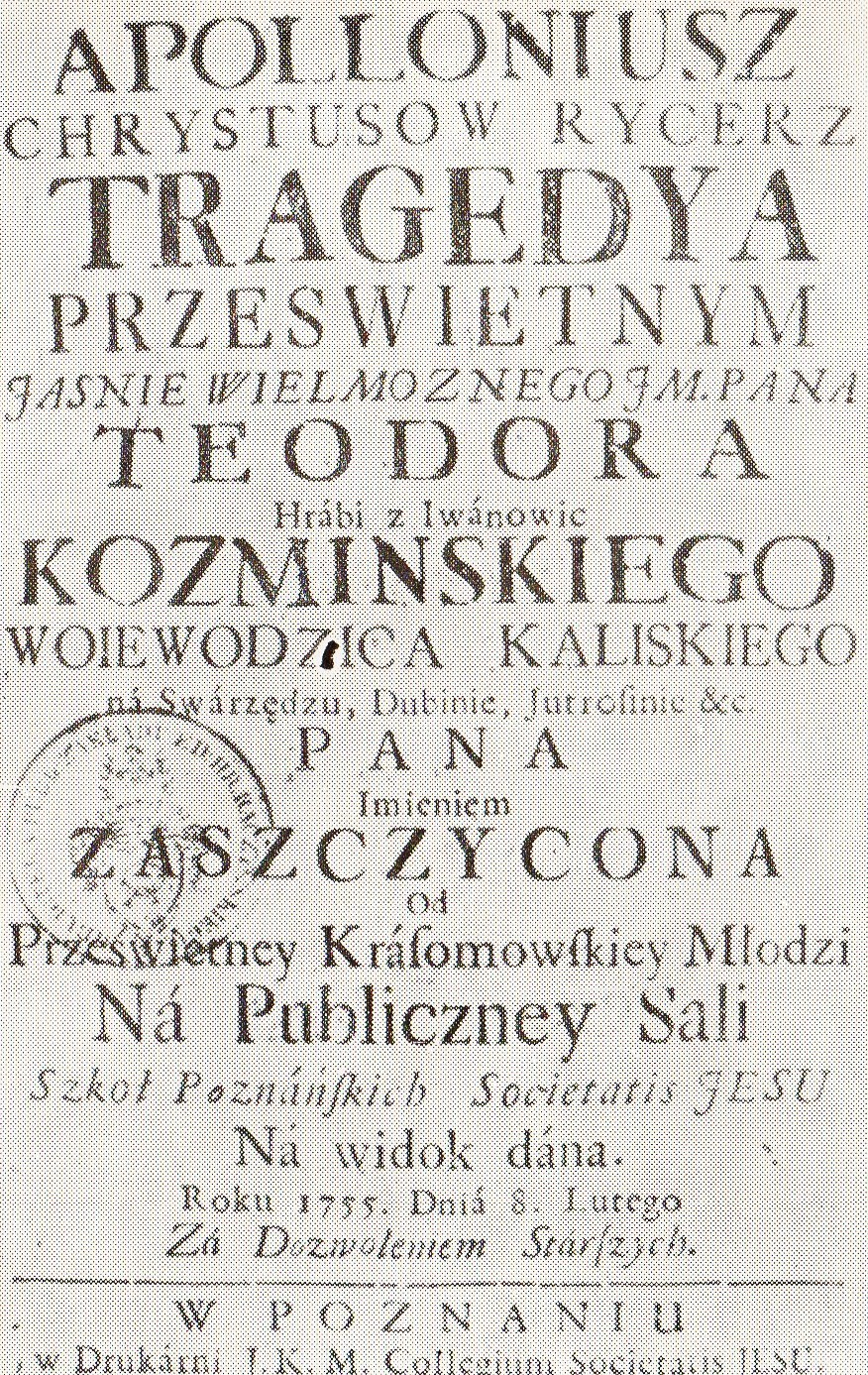
Apoloniusz Chrystusów Rycerz - wydana w Poznaniu sztuka grana przez tamtejszy teatr jezuicki

Teatr jezuicki w Poznaniu – amatorski teatr jezuicki, działający w Poznaniu od XVI do XVIII wieku.
Pierwsze przedstawienia teatru jezuickiego w Poznaniu, potwierdzone w dokumentach, odbywały się w dniach 26-28 maja 1572 (dialog De corpore Christi). W 1573, w kościele jezuickim, wystawiono pierwszą w Polsce pastorałkę. 25 czerwca 1573 zagrano także kolejny dialog - Apollo z Muzami.
Zapewne przedstawienia o charakterze religijnym grano w mieście już wcześniej, ale to Jezuici rozwinęli jako pierwsi w Poznaniu sztukę teatralną na wysokim poziomie artystycznym. Grano zarówno w kościołach, na zamku królewskim i w ratuszu, jak i na ulicach, placach, dziedzińcach, a także na cmentarzu przy nieistniejącej obecnie kolegiacie. Wykorzystywano wątki religijne (np. apokryficzne), jak i antyczne. Przedstawienia miały oddziaływać na widzów, ale też kształtować rozwój duchowy uczniów-aktorów. W XVI i na początku XVII wieku zakonnicy stworzyli w Poznaniu jeden z najprężniejszych ośrodków teatralnych na ziemiach polskich. Przedstawienia dawano w auli szkolnej, w sali, którą zaprojektował w 1676 Bartłomiej Wąsowski. W początku XVIII wieku oddano do użytku nowy kompleks gmachów klasztornych przy obecnym placu Kolegiackim. Zlokalizowano tutaj nowoczesną salę teatralną, którą ostatecznie wykończono w 1766. Grano w niej komedie, tragedie, dialogi szkolne, dawano popisy deklamacyjne, a także odbywano akcje sądowe i sejmowe. Często i chętnie sięgano do utworów takich twórców jak Jan Bielski, Michał Haczyński, Antoni Przeradzki, czy Antoni Strachwitz.
Ostatnie potwierdzone dokumentami przedstawienie teatru jezuickiego w Poznaniu miało miejsce 12 maja 1765 (tragedia Joas według Atalii Jeana Baptiste’a Racine’a). W 1773 zakon został skasowany, a salę wraz z kompleksem budynków przejęło miasto (1781). Zaczęły tu występować zawodowe trupy artystyczne. Salę zaczęto nazywać teatrem miasta (publicznym).